# مارکوس تی. پالک
مارکوس تی. پالک (به انگلیسی: Marcus T. Paulk) یک بازیگر ، رپر و رقاص اهل ایالات متحده آمریکا است.

## فیلم‌ها
- رابطه یک‌شبه در نقش چارلی کارلیل جوان
- دم‌قرمزها در نقش دیوید "دیک" واتکینز
- رول بانس در نقش بو
- یک داستان سیندرلایی دیگر در نقش داستین با نام مستعار فانک

- دبیرستان موزیکال ۳: سال آخر در نقش پسری در مهمانی تروی
- دزدیدن پنج! در نقش لینکن
- رهبری را بر عهده بگیر در نقش ادی
- چیزی برای از دست دادن نیست در نقش جویی دیویدسون

## تبلیغات
- تبلیغات رویداد ترخیص کالا از گمرک هوندا سیویک (۲۰۱۲)
- تبلیغات نوشابه اسپرایت (۲۰۰۴)
- بیمه اتومبیل (۲۰۰۳)